# Frederico Gerdau Johannpeter
Frederico Carlos Gerdau Johannpeter (Buenos Aires, 1942) é um empresário brasileiro, vice-presidente do Conselho de Administração do Grupo Gerdau. 
Formou-se em Administração de Empresas pela Universidade Federal do Rio Grande do Sul, e tem mestrado em Negócios, Finanças, Custos e Investimentos na Universidade de Colônia, na Alemanha. Trabalha no Grupo Gerdau desde 1961, faz parte do Conselho de Administração desde 1973 e, até 2006, foi vice-presidente executivo sênior do Comitê Executivo Gerdau (CEG).